# ティジャン・サラーン
ティジャン・アブドゥル・サラーン（Tidjane Abdoul Salaün, 2005年8月10日 - ）は、フランスのパリ出身のプロバスケットボール選手。NBAシャーロット・ホーネッツに所属しており、ポジションはパワーフォワードまたはスモールフォワード。

## 経歴

### ショレ・バスケット
2023年のNBAオールスターウィークエンドにて開催されたバスケキャンプに参加した。
2023年7月10日にショレ・バスケットとプロ契約を結んだ。

### シャーロット・ホーネッツ
2024年のNBAドラフトにて1巡目全体6位でシャーロット・ホーネッツから指名された。また、このドラフトでは上位10位で3名のフランス人選手が指名され（全体1位でザカリー・リザシェイ、全体2位でアレクサンドル・サー、全体6位でサラーン）、これは史上初の事例であった。7月3日にホーネッツとの契約に合意した。2025年1月18日にNBAGリーグのグリーンズボロ・スウォームへアサインされた。

## 代表歴
2023年のFIBA U18ヨーロッパ選手権にフランス代表で出場した。

## 個人成績

### NBA

#### レギュラーシーズン
| シーズン | チーム | GP | GS | MPG  | FG%  | 3P%  | FT%  | RPG | APG | SPG | BPG | PPG |
| -------- | ------ | -- | -- | ---- | ---- | ---- | ---- | --- | --- | --- | --- | --- |
| 2024–25  | CHA    | 60 | 10 | 20.7 | .330 | .283 | .713 | 4.7 | 1.2 | .5  | .2  | 5.9 |
| 通算     | 通算   | 60 | 10 | 20.7 | .330 | .283 | .713 | 4.7 | 1.2 | .5  | .2  | 5.9 |

## 家族
両親もバスケットボール選手で、母のジャニールは女子フランス代表で活躍した。